# Margattea obtusifrons
Margattea obtusifrons es una especie de cucaracha del género Margattea, familia Ectobiidae. Fue descrita científicamente por Walker en 1868.
Habita en Borneo.